# Arndt Spieth

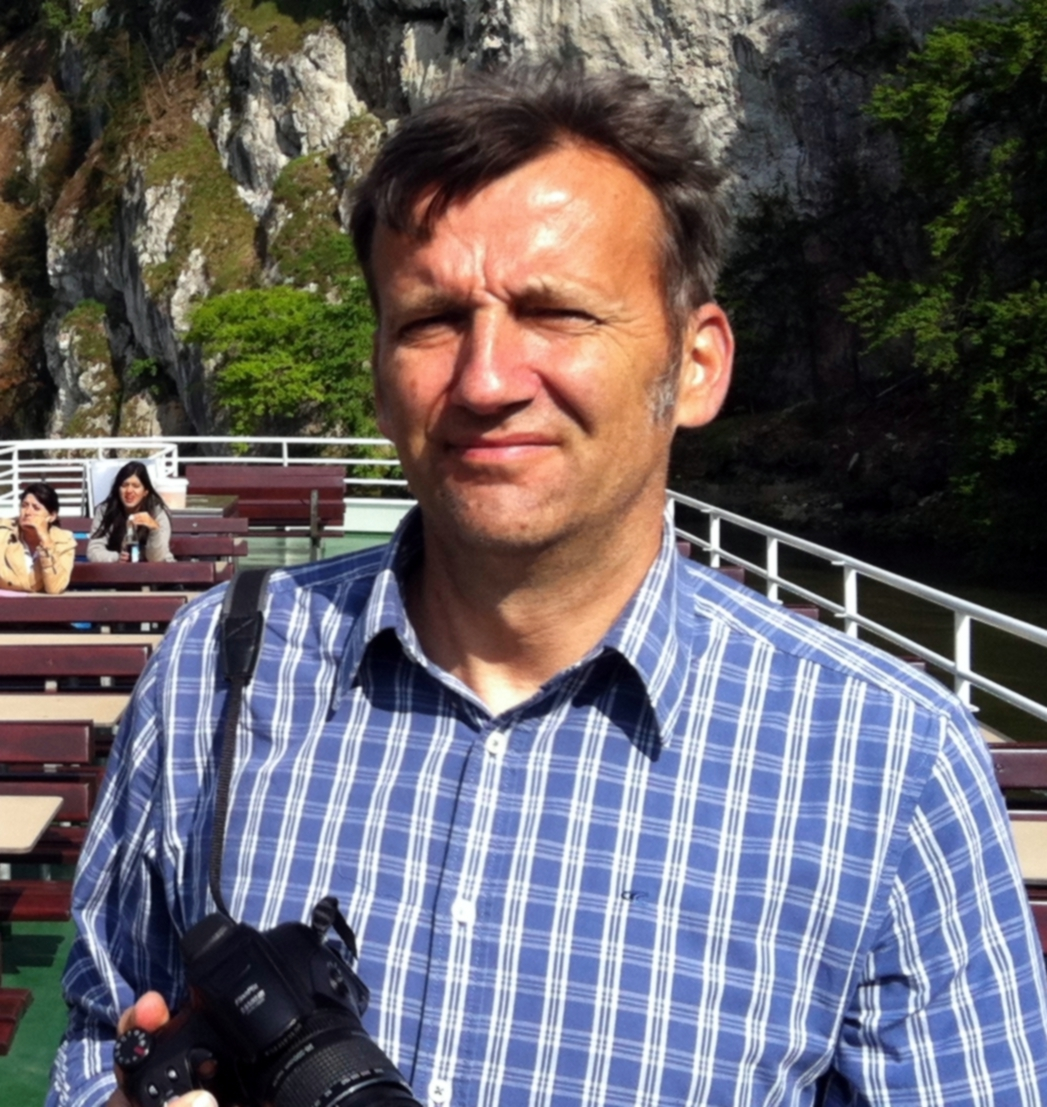
Arndt Spieth (2013)

Arndt Spieth (* 1962 in Stuttgart-Bad Cannstatt) ist ein deutscher Geograph, Buchautor und freier Journalist.

## Leben
Arndt Spieth studierte an der Eberhard Karls Universität Tübingen sowie der University of Durham Geographie mit den Nebenfächern Botanik und Geologie. Anschließend arbeitete er als wissenschaftlicher Angestellter an der Universität Tübingen im Bereich Angewandte Geographie des Geographischen Instituts bei Dieter Eberle, wo er sich vor allem mit der Optimierung der Umweltverträglichkeitsprüfung (UVP) beschäftigte. Sein besonderes Interesse gilt seit seinem Studium historischen, aktuellen städtebaulichen und kulturellen Themen in Baden-Württemberg sowie ökologischen Fragestellungen.
Neben der ADAC TourSet-Karte Stuttgart, Schwäbische Alb, Obere Donau schrieb er u. a. Führer über baden-württembergische Städte. Viele der in seinen Büchern abgebildeten Fotos hat er selbst fotografiert.
Arndt Spieth lebt und schreibt in Tübingen. Er ist ein Enkel von Fritz Wenninger.

## Werke (Auswahl)
- Stadtwanderführer Stuttgart: Neue Touren von der City ins Grüne. Theiss, Stuttgart 2017, ISBN 978-3-8062-3465-7.
- Stadtwanderführer Stuttgart. Theiss, Stuttgart 2002, ISBN 3-8062-1681-9.
- mit Matthias Eisele: Bach-Blütentherapie. Beratung und Anwendung. Deutscher Apotheker Verlag, Stuttgart 2008, ISBN 978-3-7692-4607-0.
- Freiburg 16 Stadtspaziergänge. G. Braun Buchverlag, Karlsruhe 2009, ISBN 978-3-7650-8390-7.
- Konstanz. Der Stadtführer. G. Braun Buchverlag, Karlsruhe 2011, ISBN 978-3-7650-8575-8.
- Stadtwanderführer Esslingen. Theiss, Stuttgart 2013, ISBN 978-3-8062-2695-9.
- Kreuz und quer durch Freiburg: Die schönsten Stadtwanderungen. Silberburg, Tübingen 2019, ISBN 978-3-8425-2130-8.
- Kreuz und quer durch Heidelberg. Paradiesische Spaziergänge. Silberburg, Tübingen 2013, ISBN 978-3-8425-1260-3.
- Kreuz und quer durch Konstanz: Die schönsten Stadtwanderungen. Die besten Adressen. Silberburg, Tübingen 2017, ISBN 978-3-8425-2021-9.
- Kreuz und quer durch Tübingen. Die schönsten Stadtwanderungen. Die besten Adressen. Silberburg, Tübingen 2015, ISBN 978-3-8425-1392-1.
- Stadtführer Waiblingen. Iris Förster, Waiblingen 2021, ISBN 978-3-938812-44-0.
- Erlebnis-Wanderungen in und um Tübingen. Zu den schönsten Aussichtspunkten, durch die urigsten Wälder, wildesten Schluchten und lieblichsten Weinberge. J. Berg, München 2022, ISBN 978-3-86246-825-6.
- Wandern in Stuttgart: Ausflüge und erholsame Touren im Grünen, am Wasser und zu kulturellen Highlights. J. Berg, München 2022, ISBN 978-3-86246-832-4.